# Abel Goumba
Abel Goumba, född 18 september 1926 i Grimari, Oubangui-Chari, Franska ekvatorialafrika, död 11 maj 2009 i Bangui, var en centralafrikansk politiker som tjänstgjorde som landets regeringschef tre gånger, 14 maj 1957 – 8 december 1958, 2 april – 30 april 1959 samt 23 mars – 12 december 2003. Goumba avled den 11 maj 2009.